# Risco de los Claveles

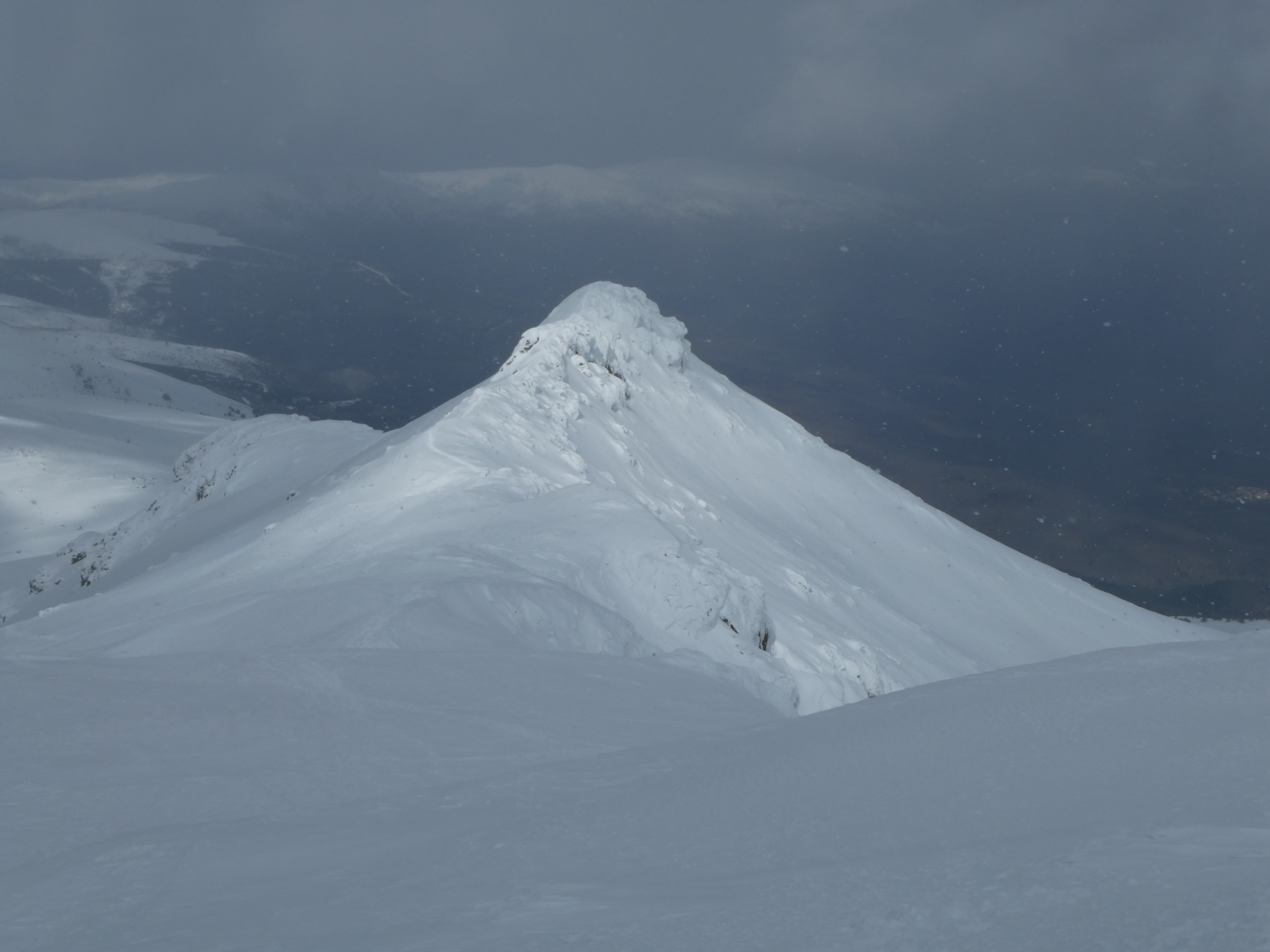
Nevando en el risco de los Claveles.

El risco de los Claveles es el segundo pico más alto de la sierra de Guadarrama, parte del sistema Central, con 2388 metros de altitud. Está situado a 700 metros al norte de la cima de Peñalara, de la que es considerada un pico subsidiario. Se encuentra en el límite entre las provincias españolas de Segovia y Madrid.

## Descripción
Está situado a 700 metros al norte de la cima de Peñalara, en el límite entre la provincia de Segovia y la Comunidad de Madrid. Al ser un pico subsidiario de Peñalara, el "título" de segunda montaña más alta de la sierra de Guadarrama lo reciben las Cabezas de Hierro. 
El contorno del Risco de los Claveles es puntiagudo y sobresaliente. Las laderas de este pico están cubiertas de diferente vegetación, según la altura. A partir de los 2000 metros de altitud existe una vegetación arbustiva compuesta de piornos y praderas alpinas. Por debajo de los 2000 metros, la vegetación más predominante es el bosque de pino silvestre. La fauna de la zona se compone de pequeños mamíferos, anfibios, águilas, buitres y gran variedad de insectos.
Se encuentra dentro de los límites del parque nacional de la Sierra de Guadarrama.

## Ascensión
Su ascenso se puede hacer por su cara norte, saliendo de la laguna de los Pájaros por un sendero poco marcado que asciende al risco. Otra vía de ascenso es por su cara sur: Desde la cima de Peñalara hay que tomar un sendero en dirección norte que lleva al risco.
Cuando no hay hielo y nieve en el risco, la ascensión no presenta grandes dificultades, aunque hay zonas peliagudas que no pueden ser transitadas por personas con vértigo. Con la nieve y el hielo el ascenso se complica bastante, y hay que usar determinados casos, crampones y piolets. Este risco tiene una de las mayores tasas de muertes de montañeros en la sierra de Guadarrama.

## Galería

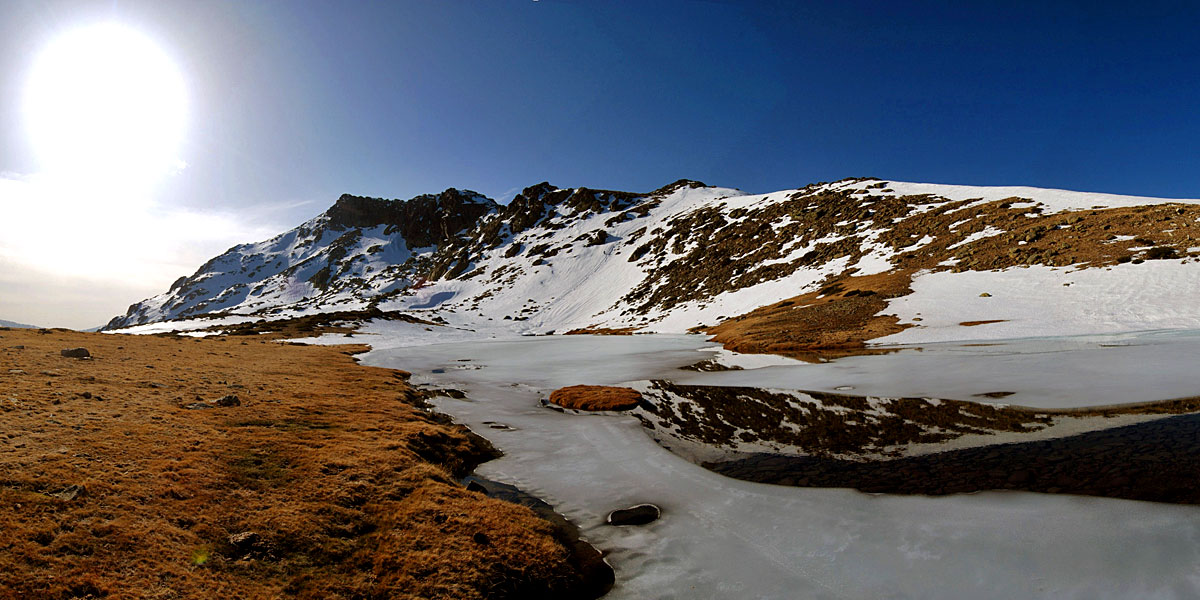
Laguna de los Pájaros y Risco de los Claveles.
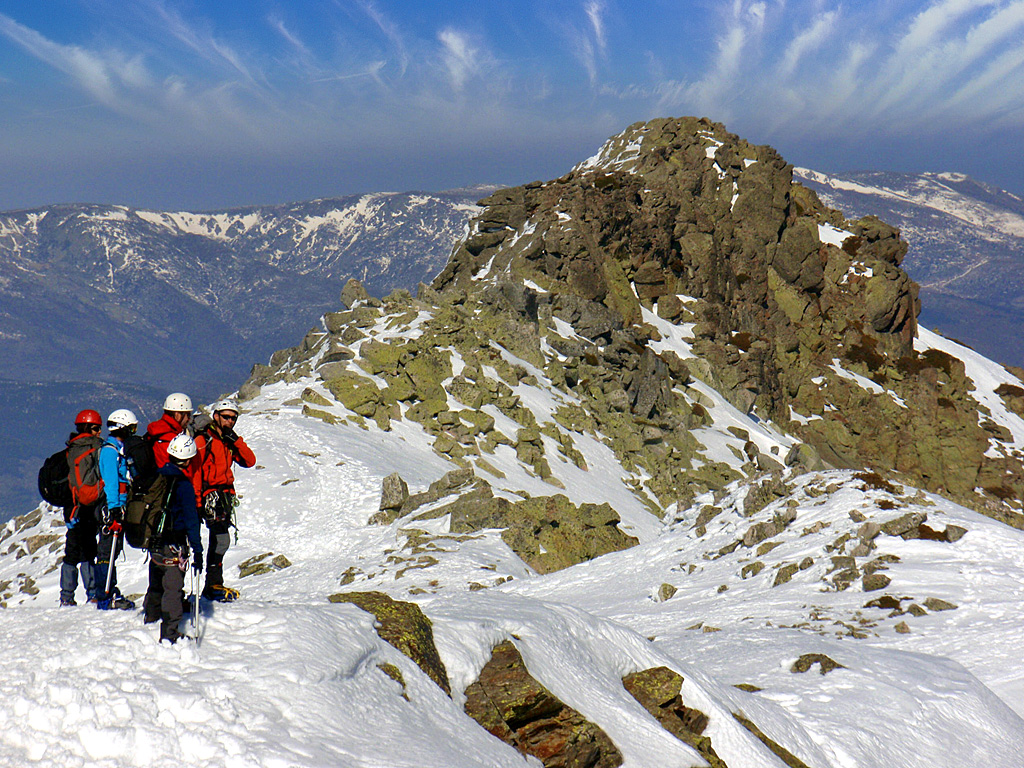
Risco de los Claveles visto desde el pico de Peñalara.